# Јанис Хаџи
Јанис Хаџи (рум. Ianis Hagi Истанбул, 22. октобар 1998) је румунски професионални фудбалер који игра на позицији средњег везног у шпанском лигашу Алавес и репрезентацију Румуније.

## Играчка каријера

### Клубови
Хаги је свој професионални деби за Виторул Констанцу имао са 16 година, након што је тренирао на академији свог оца Георга Хаџија, заједничког најбољег стрелца Румуније свих времена. Први пут се преселио у иностранство 2016. у италијанску Фјорентину, али је одиграо само два меча Серије А. Хаџи се вратио у Виторул годину и по касније и освојио Куп Румуније, пре него што је поново отишао 2019. у белгијски тим Генк. У јануару 2020. придружио се Ренџерсу на почетној позајмици која је касније постала трајна и помогао им да освоје титулу лиге следеће сезоне.
Дана 27. августа 2023. Хаџи је прешао у клуб из Ла лиге, Алавес на позајмицу на једну сезону. Дана 2. новембра 2023. постигао је своја прва два гола за клуб у победи од 10-0 против Депортиво Мурсије у утакмици Купа краља.

### Репрезентација
Хаџи је играо за Румунску репрезентацију на свим нивоима испод 15, испод 16, испод 17, испод 18, испод 19 и испод 21 године.  Дана 11. септембра 2018. постигао је гол из корнера у победи од 2:0 над репрезентацијом Босне и Херцеговине до 21 године. Два месеца касније, дебитовао је за Румунију у победи од 3:0 над Литванијом у УЕФА Лиги нација, ушавши у 68. минуту као замена за Клаудија Кешеруа.
Хаџи је био део тима који се по други пут у својој историји квалификовао на Европско првенство до 21 године, стартујући у све три групне утакмице завршног турнира у Италији 2019. Постигао је по један гол против Хрватске и Енглеске како би помогао својој екипи да напредује до полуфинала као победник групе, где су изгубили са 4-2 од браниоца титуле Немачке.
Дана 25. марта 2021, Хаџи је постигао свој први међународни гол за сениоре након што је ушао као замена у победи домаћина над Северном Македонијом резултатом 3–2 у квалификацијама за Светско првенство 2022. године. У квалификацијама за Европско првенство за 2024. годину помогао је са седам наступа и два гола, укључујући и победника у успеху 2–1 над Израелом 18. новембра 2023. Румунија је завршила Групу И на првом месту после пораза од Швајцарске резултатом 1–0 три дана касније, у којој је Хаџи ушао са клупе у 64. минуту.
Ажурирано одо утакмице игране 7. јуна 2024
| Репрезентација | Година | Ута. | Голова |
| -------------- | ------ | ---- | ------ |
| Румунија       | 2018   | 1    | 0      |
| Румунија       | 2019   | 9    | 0      |
| Румунија       | 2020   | 4    | 0      |
| Румунија       | 2021   | 10   | 2      |
| 2022           | 0      | 0    |        |
| 2023           | 7      | 2    |        |
| 2024           | 4      | 1    |        |
| Укупно         | Укупно | 35   | 5      |

Скор и резултати наводе први зброј голова Румуније, колона са скором показује резултат након сваког Хаџијевог гола.
| Бр. | Датум              | Стадион                                | Противник | Скор               | Резултат | Такмичење |                           |
| --- | ------------------ | -------------------------------------- | --------- | ------------------ | -------- | --------- | ------------------------- |
| 1   | 25. март 2021.     | Национални стадион, Букурешт, Румунија | 15        | Северна Македонија | 3–2      | 3–2       | Квалификације за СП 2022. |
| 2   | 8. октобар 2021.   | Фолкспаркстадион, Хамбург, Немачка     | 21        | Немачка            | 1–0      | 1–2       | Квалификације за СП 2022. |
| 3   | 15. октобар 2023.  | Национални стадион, Букурешт, Румунија | 29        | Андора             | 2–0      | 4–0       | Квалификације за ЕП 2024. |
| 4   | 18. новембар 2023. | Стадион Панчо арена, Фелчут, Мађарска  | 30        | Израел             | 2–1      | 2–1       | Квалификације за ЕП 2024. |
| 5   | 26. март 2024.     | Ванда Метрополитано, Мадрид, Шпанија   | 33        | Колумбија          | 1–3      | 2–3       | Пријатељска               |

## Успеси

### Играчки
Виториул
- Куп Румуније у фудбалу: победник 2018–19.[1]

 Генк
- Суперкуп Белгије у фудбалу: победник 2019.[1]

Ренџерс
- Шкотска Премијершип лига: шампион 2020–21.[23]
- Куп Шкотске: победник 2021–22.[1]
- УЕФА Лига Европе финалиста: 2021–22.[24]

Индивидуално
- Gazeta Sporturilor Румунски играч године, другопласирани: 2021;[25] четврто место: 2020[26]
- Прва лига Румуније у фудбалу Тим сезоне: 2017–18, 2018–19.[27]
- Прва лига Румуније у фудбалу Тим регуларне сезоне:2018–19.[28]
- Прва лига Румуније у фудбалу Тим плејофа: 2017–18,[29] 2018–19[30]
- Ренџерс Млади играч године: 2020–21.[31]